# Bulimulus galapaganus
Bulimulus galapaganus es una especie de molusco gasterópodo de la familia Orthalicidae en el orden de los Stylommatophora.

## Distribución geográfica
Es endémica de Ecuador.  

## Estado de conservación
Se encuentra amenazada de extinción por la pérdida de su hábitat natural.